# Candy Candido
Candy Candido (25 de diciembre de 1913 – 19 de mayo de 1999) fue un intérprete radiofónico y cinematográfico de nacionalidad estadounidense, además de actor de voz, bajista y cantante.
Su verdadero nombre era Jonathan Joseph Candido, y nació en Nueva Orleans, Luisiana. En sus inicios Candido fue bajista y vocalista de la big band de Ted Fio Rito, pudiéndoseles ver a ambos en el film "Ma, He's Making Eyes at Me."

## Actividad radiofónica
La personal voz profunda de Candido llegó a ser parte integrante del medio radiofónico de la época, trabajando con regularidad en el programa de Jimmy Durante. Su repetición continua de "I'm feeling mighty low" convirtió a esta frase en un latiguillo nacional, tan familiar para el público que grabó una canción con el mismo título con Durante. La frase podía oírse en el corto de animación de 1950 de Bugs Bunny Homeless Hare, aunque no era Candido el que la decía.

## Actor de voz
Candido dio voz a un esqueleto en el film Abbott and Costello in the Foreign Legion, y más adelante formó equipo con Bud Abbott durante el intento de Abbott de volver a la pantalla en 1960. También dio voz al oso de la serie televisiva Gentle Ben. Trabajó como actor de voz en películas de animación, destacando su actividad para Walt Disney, encarnando al Jefe Indio en Peter Pan, a uno de los secuaces de Maléfica en La bella durmiente, al Capitán Cocodrilo en Robin Hood, a Brutus y Nerón en Los rescatadores, al convicto evadido (Gus) en la atracción Haunted Mansion y al murciélago Fidget en The Great Mouse Detective. 
Otros trabajos en el ámbito de la animación fueron la adaptación de Chuck Jones de The Phantom Tollbooth, y los filmes de Ralph Bakshi Hey Good Lookin' y Heavy Traffic.

## Cine
Entre sus variadas actuaciones, tanto acreditadas como no, para el cine en imagen real como actor, bajista y vocalista, figuran los filmes Sadie McKee (1934), Roberta (1935), Sólo los ángeles tienen alas (1939), Rhythm Parade (1942), Campus Rhythm (1943), Sarge Goes to College (1947), Smart Politics (1948) y The Great Rupert (1950).

## Grabaciones
Candido grabó unos pocos discos infantiles de 78rpm para Capitol Records: 

CAS-3105 – Cara A "I'm Popeye the Sailor Man", scara B "The Little White Duck". (1952)

CAS-3156 – Cara A "You're Nothin' But a Nothin'", cara B "Barnacle Bill the Sailor". (1953)

## Fallecimiento
Candy Candido falleció por causas naturales en su domicilio en Burbank, California, en 1999. Tenía 85 años de edad. Fue enterrado en el Cementerio San Fernando Mission de Mission Hills, en Los Ángeles. 